# Radeče
Radeče (in tedesco Ratschach) è un comune di 4 593 abitanti della Slovenia centrale. In precedenza facente parte della Regione Statistica Savinjska, dal gennaio 2014 fa parte della Regione Statistica Oltresava Inferiore.